# Bagisu
Die Bagisu („Leute von Bugisu“), auch Gisu, Gishu, Masaba oder Sokwia, sind eine Ethnie im Osten Ugandas und kulturell nahe verwandt mit den Bukusu in Kenia. 
Die Bagisu leben vor allem im Distrikt Mbale an den Hängen des Mount Elgon. Sie sprechen einen Dialekt der Bantusprache Masaaba, der Lugisu genannt wird und den Sprecher anderer Masaaba-Dialekte problemlos verstehen.

## Kultur
Die Gisu zelebrieren ein Imbalu genanntes Beschneidungsritual. Das Ritual wird jedes zweite Jahr im August abgehalten. Zu ihrer traditionellen Musik gehört die einzige in Uganda gespielte Querflöte ludaya.